# Estela del Guerrer de Castrelo do Val
L'Estela del Guerrer de Castrelo do Val (en gallec:Estela do Guerreiro de Castrelo do Val), també denominada Estàtua menhir de Pedra Alta, per a indicar que estigué col·locada verticalment durant molt de temps, és una estela trobada al 2011 a Castrelo do Val, a la província d'Ourense, a Galícia, a prop de la frontera amb Portugal.

Estela de Castrelo do Val
1.
- espasa amb cinturó
2.
- element desconegut
3.
- escut
4.
- carro
a.- caixa
b.
- rodes
c.- quadrúpede
5.
- llança

Aquest menhir antropomorf, datat del 3200 al 2900 abans de la nostra era, es va realitzar en un bloc de granit d'uns 175 cm d'alçada; entre 63-70 cm d'ample, uns 30 cm de profunditat, i pesa uns 800 kg. Al davant presenta gravat l'equip d'un guerrer: cinyell, escut, espasa i llança. També s'hi pot reconéixer un carro tirat per animals. És la representació d'un carro més antiga trobada a Galícia.
L'estela no està pas relacionada amb les estàtues de guerrers lusitans. S'hi assemblen les esteles de Carmona, Telhado i Zebros.
Hi va haver una polèmica entre Castrelo do Val i la Junta de Galícia per la conservació de l'estela. Mentre que els habitants i el Concello de Castrelo volien conservar-la en el Museu Etnogràfic local propi, la Junta la volia dipositar al Museu Arqueològic d'Ourense. Finalment s'hi arribà a un acord i, després de recórrer alguns llocs de Galícia, l'estela es troba dipositada al poble.(5)